# Telenești

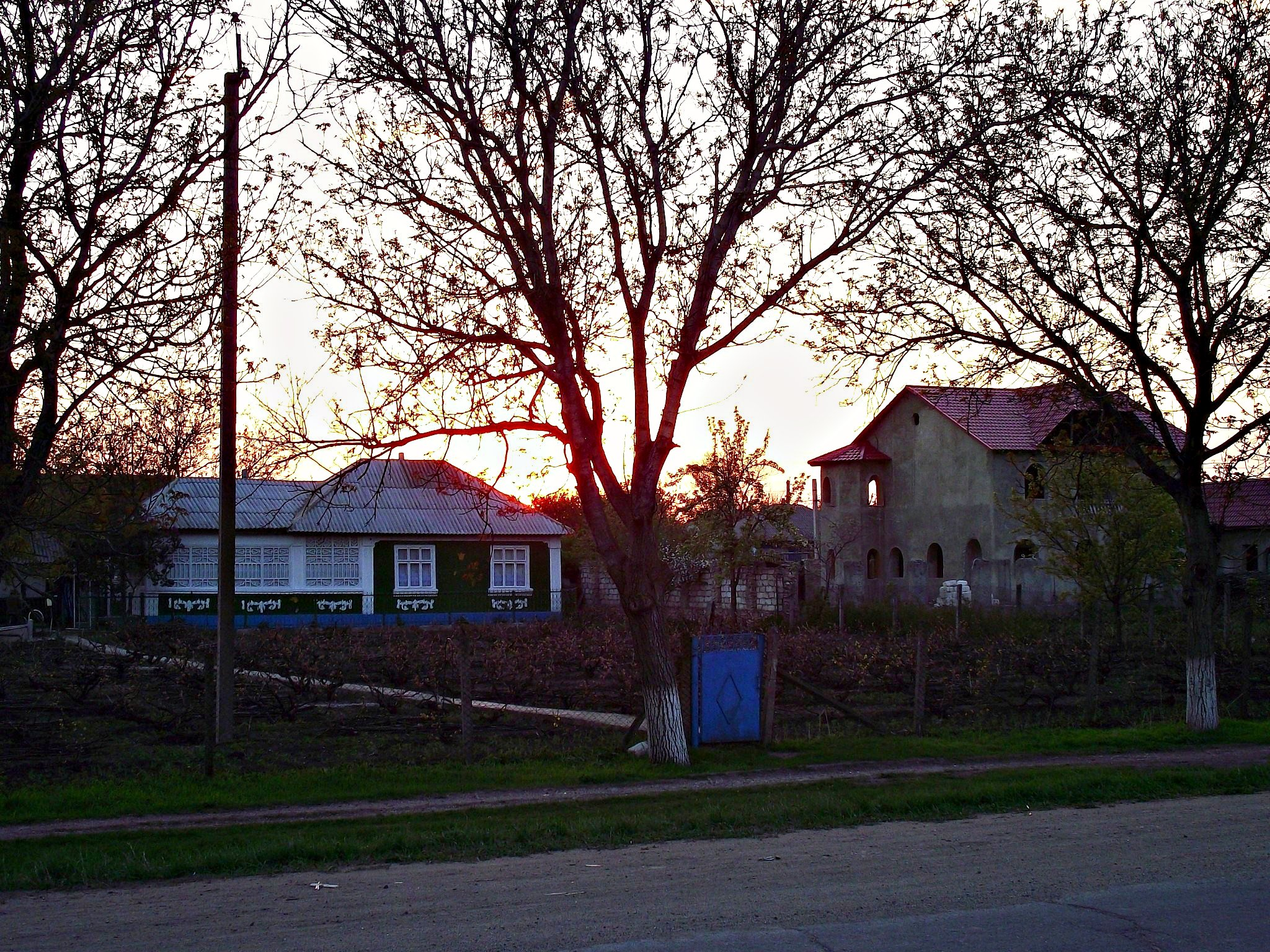
Telenești

Telenești (rumänisch Telenești, russisch Теленешты) ist eine Stadt und zugleich Verwaltungssitz des gleichnamigen Rajons im Zentrum der Republik Moldau.

## Etymologie
Der Name „Telenești“ stammt aus dem Rumänischen. Die genaue Herkunft des Namens ist nicht abschließend geklärt, jedoch ist die Endung „-ești“ typisch für viele Ortsnamen in Rumänien und Moldau und deutet meist auf eine Gründung durch oder für eine bestimmte Person oder Familie hin. Häufig leitet sich der erste Teil des Namens von einem Personennamen ab, sodass „Telenești“ vermutlich „das Dorf oder die Siedlung der Familie/Leute des Telea“ bedeutet. Diese Namensstruktur ist in der Region weit verbreitet und findet sich bei zahlreichen Ortschaften mit ähnlicher Endung.

## Geographie
Telenești befindet sich im zentralen Teil Moldaus. Der Rajon grenzt an die Rajons Călărași, Florești, Orhei, Rezina, Sîngerei, Șoldănești und Ungheni. Das Gebiet gehört zum Einzugsgebiet des Flusses Răut, einem Nebenfluss des Dnister. Das Klima ist gemäßigt kontinental mit durchschnittlichen Temperaturen von 28 °C im Juli und −4 °C im Januar. Die jährliche Niederschlagsmenge beträgt etwa 500–600 mm.

## Geschichte
Die ältesten Siedlungen im heutigen Rajon Telenești – darunter Banești, Peciste und Telenești selbst – wurden erstmals 1437 urkundlich erwähnt. Im 16. und 17. Jahrhundert erlebte die Region eine wirtschaftliche Blüte, insbesondere durch Landwirtschaft und Weinbau. Nach dem Frieden von Bukarest 1812 fiel das Gebiet an das Russische Kaiserreich, was eine Phase der Russifizierung einleitete. 1918 wurde Bessarabien Teil Rumäniens, und Telenești wurde Zentrum eines Verwaltungsbezirks (Plasă) im Kreis Orhei. Während der deutschen Besatzung im Zweiten Weltkrieg wurden zahlreiche jüdische Einwohner verfolgt, ermordet oder nach Transnistrien deportiert. Nach dem Zweiten Weltkrieg gehörte das Gebiet zur Sowjetunion. Seit 1991 ist Telenești Teil der unabhängigen Republik Moldau. Der heutige Rajon Telenești wurde 2003 neu gegründet, nachdem er zuvor zeitweise im Kreis Orhei aufgegangen war.

## Persönlichkeiten
- Yehudit Rabin (1938–1941), Opfer des Holocaust[2]